# Trochosa himalayensis
Trochosa himalayensis este o specie de păianjeni din genul Trochosa, familia Lycosidae, descrisă de Benoy Krishna Tikader și Malhotra, 1980. Conform Catalogue of Life specia Trochosa himalayensis nu are subspecii cunoscute.